# Hilary Koprowski
Hilary Koprowski (Warschau, 5 december 1916 – Philadelphia, 11 april, 2013) was een Pools-Amerikaanse immunoloog en viroloog, bekend omdat hij het eerste poliovaccin ontwikkelde.

## Jeugd en opleiding
Koprowski werd geboren in een joods gezin te Warschau en bezocht daar het Mikołaj Rej Gymnasium en, sinds zijn twaalfde, het conservatorium waar hij piano studeerde. Hij promoveerde in 1939 als arts aan de plaatselijke universiteit. Ook zijn conservatorium-opleiding sloot hij met een promotie af, eerst in Warschau en na zijn vlucht in 1939/40 nogmaals aan de Accademia Nazionale di Santa Cecilia in Rome. 

## Vlucht
Na de Duitse overval op Polen vluchtten Koprowski en zijn vrouw Irina eerst naar Rome en van daar via Frankrijk, Spanje en Portugal naar Brazilië, waar hij een baan kreeg bij de Rockefeller Foundation in Rio de Janeiro, waar hij zich met onderzoek naar vaccins met levende virussen tegen de Gele koorts.
Na de Tweede Wereldoorlog verhuisde het echtpaar naar Pearl River in de staat New York, waar Koprowski een positie bij het bedrijf Lederle Laboratories, de farmaceutische tak van American Cyanamid waar hij zijn onderzoek voortzette met het poliovirus.